# Il peccato di Guenda
Il peccato di Guenda è un romanzo di Liala, pubblicato per la prima volta nel 1952 a Milano.

## Trama
La vicenda è ambientata a Salsomaggiore Terme. Le due giovani sorelle Danila e Guenda, rimaste orfane di entrambi i genitori durante l'infanzia, sono state allevate dalla nonna Mansueta. Guenda ha poi sposato il conte e pilota automobilistico Faliero Dubens, col quale ha generato una figlia, la piccola Nancy. Danila è invece prossima al matrimonio con un ragazzo statunitense, tornato un'ultima volta nel proprio Paese prima del definitivo trasferimento in Italia: tuttavia lei realizza di essere attratta da Faliero, il quale sembra provare qualcosa di simile per la cognata. E così in effetti è, coi due che iniziano a frequentarsi assiduamente, ma senza arrivare all'adulterio vero e proprio: a un certo punto infatti prenderanno di comune accordo la decisione di non andare oltre, per rispetto nei confronti di Guenda, considerata da tutti una moglie modello, e del fidanzato di Danila. Quest'ultimo quindi si ricongiunge con la ragazza a Salsomaggiore e Danila si ripromette di portare solo lui nel proprio cuore. Ma poco prima delle nozze si scoprirà che Guenda tradisce il marito proprio col giovane statunitense. In seguito la fedifraga muore e Faliero va a processo in quanto sospettato di uxoricidio; la vecchia Mansueta, già da tempo cardiopatica, non regge ai dolori e resterà appunto vittima di un infarto.  Ma alla fine a trionfare è l'amore, quello vero, che restituirà il sorriso a Nancy.